# 比尔·库尔撒德
威廉·桑德森·“比尔”·库尔撒德（英語：William Sanderson "Bill" Coulthard，1923年12月29日—2005年12月18日），加拿大男子篮球运动员。他曾代表加拿大获得1952年夏季奥运会男子篮球比赛第十三名。他于2005年在安大略省蒂尔森堡去世。